# Beitir
Beitir NK 123 ("bete") är en isländsk trålare för pelagiskt fiske. Hon konstruerades av Wärtsilä Ship Design i Norge och byggdes på Baltijos laivų statykla ("Baltica Shipbuilding Yard") i Klaipėda  i Litauen.
Beitir levererades 2014 till Henning Kjeldsens företag Gitte Henning A/S i Skagen och döptes till Gitte Henning (S 349 Gitte Henning), den åttonde i ordningen med detta namn på familjen Kjeldsens fiskefartyg sedan 1966. Hon var vid leveransen det största fiskefartyget i Danmark.
I slutet av 2017 såldes Gitte Henning till Síldarvinnsnan hf i Fjarðabyggð i Island och döptes om till Beitir, samtidigt som Síldarvinnsnan sålde den tidigare, mindre Beitir NK 123 till Henning Kjeldsen. Den nya Beitir blev den största pelagiska isländska fiskebåten och fick sin hemmahamn i Neskaupstaður.